# Randia calycina
Randia calycina là một loài thực vật có hoa trong họ Thiến thảo. Loài này được Cham. miêu tả khoa học đầu tiên năm 1834.